# Маркевич, Владимир Еронимович
Владимир Еронимович Маркевич (3 февраля 1883, Кизляр — 30 декабря 1956, Ленинград) — российский и советский оружиевед, специалист в области стрелкового оружия, конструктор охотничьего оружия, писатель и оружейный историк. Инженер-полковник артиллерийско-технической службы Советской Армии.

## Биография
Представитель дворянского рода Маркевичей. В 1888 году семья переехала в Польшу, где он обучался в 1-й Варшавской мужской гимназии, специальное образование получил в Пражской оружейной школе, за успешное окончание которой в 1902 г. был награждён экскурсией по оружейным центрам Европы. В Праге поступил в Лесной институт, но из-за недостатка средств был вынужден уйти с третьего курса, после чего вернулся на Кавказ.
С 1904 — вольноопределяющийся в Дагестанском конном полку, в составе которого участвовал русско-японской войне. За боевые заслуги был награждён Георгиевским крестом. После окончания войны уехал в Китай, где работал на оружейном заводе. В 1906 г. вернулся на Кавказ, служил в лесничестве, а затем оружейным техником в Тифлисском оружейном арсенале.
Участник Первой мировой войны, сражался на Кавказском фронте. В 1920 г. окончил двухгодичные специальные курсы, получил звание военного инженера по стрелковому оружию.
В феврале 1921 г. В. Е. Маркевич добровольно вступил в ряды Красной Армии, служил в Оружейном арсенале, позднее в Артмехзаводе. Служил военным представителем на Тульском и Ижевском оружейных заводах.
Работал над усовершенствованием оружия, внес ряд изменений в военные винтовки. После успешных испытаний был вызван в ГАУ в Москву и затем руководил опытами на Научном испытательном оружейно-пулеметном полигоне (НИОПП), испытывал новейшие отечественные и иностранные системы автоматических винтовок, пистолетов и пулемётов (с 1927 по 1935).
На базе винтовки Мосина разработал для охотников конверсионный карабин ВЕМ (с укороченным стволом, новой ложей и измененными прицельными приспособлениями) - всего было изготовлено около сотни таких карабинов.
С 1935 — начальник отдела стрелкового вооружения Артиллерийского музея в Ленинграде. Был консультантом и экспертом по оружию и боеприпасам в отделе военных изобретений НКО СССР, НКВД и военной прокуратуры.
Одновременно занимался литературной деятельностью, публиковал статьи на оружейные темы в охотничьих журналах: «Охота и спорт Закавказья», «Украинский охотник и рыболов», «Уральский охотник», «Охотник и пушник Сибири», «Охотник» (Москва) и др., а также для «Советской военной энциклопедии».
Известен, как автор книг:
- «Ручное огнестрельное оружие» (в 3-х томах, 1937—1956),
- «Охотничьи боеприпасы» (М., 1947),
- «Долговечность охотничьего ружья» (М., 1956),
- «Охотничье и спортивное стрелковое оружие» (СПб., 1996).

Похоронен в Санкт-Петербурге на Георгиевском (Охтинском) военном кладбище.

## Публикации
- Маркевич В. Е. Ручное огнестрельное оружие. — СПб.: Полигон, 2005. — 2-е изд. — 492 с.: ил. — Серия «Военно-историческая библиотека». — ISBN 5-89173-276-9.